# Sphagnum nitidulum
Sphagnum nitidulum Warnstorf ex Warnstorf, 1911 é uma espécie de briófito pertencente à família Sphagnaceae. A espécie é um endemismo dos Açores. É uma espécie com distribuição restrita e escassa, com estreita tolerância ecológica, presente nos solos quentes e encharcados em torno das Furnas do Enxofre, na ilha Terceira.

## Descrição
Carl Warnstorf descreve assim a espécie: «19. S. nitidulum Warnst, in litt. (1896); apud Cardot in Répert. sphagnol. (1897) 109. — Plantae graciliores, nunquam ferrugineo-fuscae, siccae plus minusve nitidae. Cylindrus caulis lignosus luteus vel luteorubellus. Folia caulina illis speciei praemissae aequalia. Folia ramulina plus minusve manifeste quinquefaria, poris commissuralibus dorsalibus multis instructa.»
Plantas menos robustas que Sphagnum flavicomans e habitualmente semelhantes a Sphagnum plumulosum ou Sphagnum rubellum, vermelho-violáceo pálido (sempre?) e com um brilho mate quando seco. Epiderme do caulídio com 2 a 3 camadas de células de espessura, esporadicamente com 4 camadas, células largas, com paredes finas e as paredes externas às vezes com uma abertura; caulídios amareloz a amarelo-avermelhados. Filídio do caule bastante grandes, em forma de língua triangular a em forma de língua, 1,14-1,3 mm de comprimento e 0,6-0,7 mm de largura na base, dentadas pequenas na ponta ligeiramente arredondada aparada e frequentemente flexionadas nos bordos; a bainha estreita alargou-se bastante para a parte inferior; As células hialinas quase todas se dividiram 1-3 vezes, apenas na superfície interna da lâmina com falhas de membrana irregulares, caso contrário, sem poros, sem fibras em ambos os lados ou apenas na parte de trás no terço superior ou na metade superior da folha com delicados fibras. Tufos de ramos com 3 ramificações, 2 mais fortes, mais ou menos nítidos com 5 fileiras, folhosas, gradualmente desbastadas, ramos com 12-18 mm de comprimento salientes, sendo o mais fraco junto ao tronco. Folhas da primeira vertical e saliente, não unilateral, eilanzettlich, muito ocas devido às bordas estreitamente alinhadas, muitas vezes amplamente flexionadas, e 6 a 8 dentes e quase em forma de capa na ponta arredondada, amplamente aparada, as folhas espalhadas parte de base ovalada no meio e terminando em uma ponta larga, arredondada e serrilhada, com 1–1,4 mm de comprimento e 0,5 mm de largura, as margens laterais sem sulco de reabsorção. Células hialinas reforçadas por fortes bandas de fibras, na superfície interna da lâmina apenas com alguns orifícios grandes e redondos perto das bordas laterais; no verso, com numerosos poros comissurais semi-elípticos alinhados, que gradualmente se tornam maiores e com anéis mais finos na parte inferior. Células de clorofila triangulares a trapezoidais em seção transversal, empurradas na superfície interna da lâmina entre as células hialinas mais protuberantes na parte posterior e expostas apenas lá ou em ambos os lados. - Fig. 22 E. Província dos Açores: Terceira, nas nascentes quentes de enxofre de 70 - 80 ° C (com. Daveau; Herb. Cardot!).
A espécie tem ocorrência restrita às áreas de solo quente e encharcado em torno das fumarolas das Furnas do Enxofre, na ilha Terceira, sendo por isso considerada em perigo de extinção.